# Luka Janežič
Luka Janežič (Vodice, 14 november 1995) is een Sloveens sprinter, gespecialiseerd in de 400 meter. Hij nam tweemaal deel aan de Olympische Spelen.

## Biografie
In 2015 behaalde Janežič een bronzen medaille op de Europese kampioenschappen U23. Op de EK van 2016 eindigde Janežič op de vijfde plaats in de finale van de 400 m.
In 2016 nam hij deel aan de Olympische Spelen in Rio de Janeiro. Hij kwam uit op de 400 m. Janežič kon zich kwalificeren voor de halve finales. In de tweede halve finale eindigde hij in een Sloveens record (45,07) op de vierde plaats. Deze tijd was niet snel genoeg om zich te plaatsen voor de finale. In 2017 werd Janežič Europees kampioen op de 400 m bij de U23.
In 2021 nam Janežič deel aan de uitgestelde Olympische Spelen van 2020 in Tokio. Op de 400 m liep hij in de eerste halve finale naar de zevende plaats, waarmee hij zich niet kon kwalificeren voor de finale.

## Titels
- Europees kampioen U23 400 m - 2017
- Balkan kampioen 400 m - 2015, 2021
- Balkan indoorkampioen 400 m - 2020
- Sloveens kampioen 100 m - 2015
- Sloveens kampioen 200 m - 2015, 2016, 2019
- Sloveens kampioen 400 m - 2013, 2016, 2020, 2021
- Sloveens kampioen 4 × 400 m - 2020
- Sloveens indoorkampioen 400 m - 2015, 2016, 2017

## Persoonlijke records
Outdoor
| Onderdeel | Prestatie        | Datum        | Plaats             |
| --------- | ---------------- | ------------ | ------------------ |
| 100 m     | 10,50 (+0,2 m/s) | 25 juli 2015 | Nova Gorica        |
| 200 m     | 20,60 (+0,6 m/s) | 24 juni 2017 | Tel Aviv           |
| 300 m     | 31,89 (NR)       | 27 mei 2017  | Slovenska Bistrica |
| 400 m     | 44,84 (NR)       | 21 juli 2017 | Monaco             |

Indoor
| Onderdeel | Prestatie  | Datum           | Plaats    |
| --------- | ---------- | --------------- | --------- |
| 60 m      | 6,92       | 8 februari 2014 | Ljubljana |
| 200 m     | 21,54      | 24 januari 2015 | Wenen     |
| 400 m     | 46,02 (NR) | 27 januari 2018 | Wenen     |

## Palmares

### 400 m
- 2013:  EK U23 - 45,73 s
- 2015: 6e in reeksen WK - 45,28 s
- 2016: DSQ in ½ fin. WK Indoor
- 2016: 5e EK - 45,65 s
- 2016: 4e in ½ fin. OS - 45,07 s
- 2017:  Europese kampioenschappen U23 - 45,33 s
- 2017: 5e in series WK - 46,06 s
- 2017: DSQ in series EK Indoor
- 2018: 5e EK - 45,43 s
- 2018: 3e in ½ fin. WK Indoor - 46,37 s
- 2019: 4e EK Indoor - 46,15 s
- 2019: 6e in series WK - 46,84 s
- 2021: 7e in ½ fin. OS - 45,36 s
- 2021: 6e EK Indoor - 47,22 s

Diamond League-podiumplaatsen
- 2020:  BAUHAUS-galan - 45,85 s